# Moiré piémontais
Pour les articles homonymes, voir Moiré.
Erebia aethiopellus
Espèce
Statut de conservation UICN

 LC  : Préoccupation mineure
Le Moiré piémontais (Erebia aethiopellus) est une espèce de lépidoptères (papillons) de la famille des Nymphalidae et de la sous-famille des Satyrinae.

## Systématique
L'espèce Erebia aethiopellus a été décrite par Johann Centurius von Hoffmannsegg en 1806 sous le protonyme Papilio aethiopellus.
Synonyme : Erebia gorgophone Bellier, 1863.
La littérature utilise souvent la combinaison fautive Erebia aethiopella.
Certains auteurs considèrent Erebia rhodopensis (taxon endémique des Balkans) comme une sous-espèce d'E. aethiopellus.

## Noms vernaculaires
- en français : le Moiré piémontais
- en anglais : false mnestra ringlet

## Description
Le Moiré piémontais est un petit papillon marron foncé à bande postdiscale orange ornée aux antérieures de deux ocelles pupillés de blancs, plus ou moins marqués suivant les individus.

### Chenille et chrysalide
Le cycle larvaire du Moiré piémontais est encore inconnu.

## Biologie

### Période de vol et hivernation
Il vole en juillet et août.

### Plantes-hôtes
Les plantes-hôtes des chenilles sont des poacées (graminées) dont Festuca paniculata.

## Écologie et distribution
Il est endémique du Sud-Ouest des Alpes, en France et en Italie.
En France, il est présent dans trois départements : les Hautes-Alpes, les Alpes-de-Haute-Provence et les Alpes-Maritimes.

### Biotope
Il réside dans les prairies alpines au-dessus de 1 800 mètres.